# 2-Naphthol
2-Naphthol (auch β-Naphthol) ist eine organische chemische Verbindung. Die Struktur besteht aus einem Naphthalingerüst mit angefügter Hydroxygruppe (–OH). Man kann es daher auch als 2-Hydroxynaphthalin bezeichnen. Es gibt noch ein Isomer, das 1-Naphthol (α-Naphthol, 1-Hydroxynaphthalin).

## Darstellung
Die Verbindung kann durch alkalische Hydrolyse von Natrium-naphthalin-2-sulfonat, durch Oxidation von Naphthalin oder aus 2-Bromnaphthalin und tert-Butylhydroperoxid gewonnen werden.

## Eigenschaften

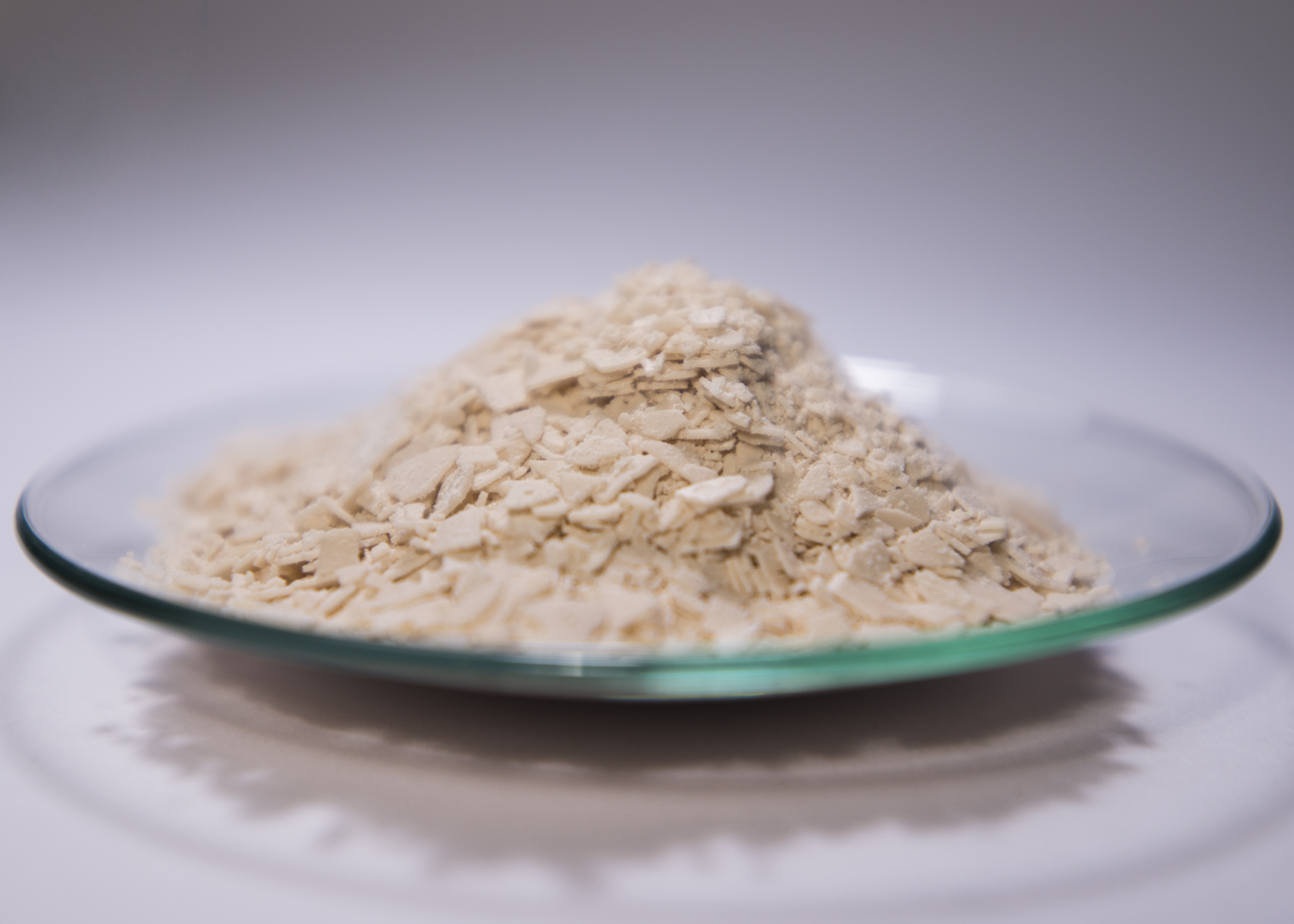
2-Naphthol

2-Naphthol ist ein kristalliner Feststoff, der bei 123 °C schmilzt. Die Dampfdruckfunktion der Schmelze ergibt sich nach Antoine entsprechend log10(P) = A−(B/(T+C)) (P in kPa, T in K) mit A = 3,058, B = 467,4 und C = −257,6 im Temperaturbereich von 130 °C bis 160 °C.

## Derivate
2-Napththol kann beispielsweise mit Methanol oder mit Ethanol zum Methyl- oder zum Ethylether, 2-Methoxynaphthalin bzw. 2-Ethoxynaphthalin, umgesetzt werden. Diese Ether werden als künstliche Duftstoffe verwendet.
Einige Sudanfarbstoffe leiten sich vom 2-Naphthol ab, beispielsweise Sudan I, Sudan II, Sudan III, Sudan IV, Sudanrot B und Sudanrot G.

## Verwendung
Durch die Azokupplung von 2-Naphthol kann Acid Orange 7 hergestellt werden, dabei findet die Azokupplung in der ortho-Stellung statt.